# Anopheles intermedius
Anopheles intermedius är en tvåvingeart som först beskrevs av Paryassu 1908.  Anopheles intermedius ingår i släktet Anopheles och familjen stickmyggor. Inga underarter finns listade i Catalogue of Life.